# Grb Toga
Grb Toga službeno je usvojen 14. ožujka 1962.
Na grbu se nalaze dva crvena lava koji simboliziraju hrabrost naroda. Lukom i strijelama koje drže pozivaju sve građane na aktivno sudjelovanje u obrani slobode zemlje. Između lavova je zlatni štit na kojem je ispisano RT (akr. od franc. République togolaise: Togolanska Republika (službeno ime države)). Iznad štita su dvije zastave Toga i vrpca s državnim geslom Union, Paix, Solidarite (Jedinstvo, mir, solidarnost). Prijašnje državno geslo je glasilo: Travail, Liberté, Patrie (Rad, sloboda, domovina).